# 방위 양자수
방위 양자수(azimuthal quantum number)는 네 개의 양자수(주 양자수, 방위 양자수, 자기 양자수, 스핀 양자수)중의 하나로 {\displaystyle l}으로 나타낸다. 방위 양자수는 각양자수, 부양자수 혹은 궤도양자수 라고도 한다. 방위 양자수는 각운동량을 나타내는 양자수이며 각운동량도 양자화되어있기 때문에 방위 양자수 또한 정수이다. 방위양자수는 0에서부터 n-1의 값을 가질 수 있다. {\displaystyle l} 값에 따라서 부껍질이 결정되고 부껍질에서 자기양자수에 따라 확정된 하나의 오비탈로 결정된다. 예를 들어 {\displaystyle n=3}일 때 {\displaystyle l=0,1,2} 의 값을 가질 수 있는데 {\displaystyle l=0}일 때 3s, {\displaystyle l=1}일 때 3p, {\displaystyle l=2}일 때 3d 부껍질이 된다. 방위양자수는 화학적으로 매우 중요한데 오비탈의 모양을 결정하고 화학결합이나 결합각에 많은 영향을 주기 때문이다.

## 유도
회전하는 입자의 에너지는 고전적으로 그 각운동량 L를 이용해서 아래와 같이 표현된다.
```

  

    

      

        
E

        
=

        

          

            

              
L

              

                
2

              

            

            

              
2

              
I

            

          

        

      

    

    
{\displaystyle E={L^{2} \over 2I}}

  

```

이것을 아래의 슈뢰딩거 방정식을 통해서 푼 에너지 식과 비교하면 에너지가 양자화되어 있기 때문에 각운동량 또한 양자화 된다는 사실을 알 수 있다.
```

  

    

      

        
E

        
=

        

          

            

              
l

              
(

              
l

              
+

              
1

              
)

              

                
h

                

                  
2

                

              

            

            

              
2

              
I

            

          

        

        
,

        
(

        
l

        
=

        
0

        
,

        
1

        
,

        
2

        
,

        
3...

        
)

      

    

    
{\displaystyle E={l(l+1)h^{2} \over {2I}},(l=0,1,2,3...)}

  

```

이것을 식으로 정리하면 다음과 같다.
```

  

    

      

        
L

        
=

        
ℏ

        

          

            
l

            
(

            
l

            
+

            
1

            
)

          

        

        
(

        
l

        
=

        
0

        
,

        
1

        
,

        
2

        
,

        
3...

        
)

      

    

    
{\displaystyle L=\hbar {\sqrt {l(l+1)}}(l=0,1,2,3...)}

  

```

위의 식은 보어의 가설을 증명하는데 사용되었다. 보어는 각운동량 {\displaystyle L={nh \over 2\pi }}이라는 가설을 설정했다. 보어는 이를 사용하여 궤도의 양자화를 설명하였고, 이를 통해 우리가 아는 보어의 수소 원자 모형이 탄생하였다. 후에 슈뢰딩거가 파동방정식을 통해 각운동량을 구하였고, 아래와 같은 식을 유도하였다.
```

  

    

      

        
L

        
=

        
ℏ

        

          

            
l

            
(

            
l

            
+

            
1

            
)

          

        

      

    

    
{\displaystyle L=\hbar {\sqrt {l(l+1)}}}

  

```

이는 주양자수 {\displaystyle n} 대신 {\displaystyle {\sqrt {l(l+1)}}}을 사용하여 양자화를 의미한 것으로 보어의 가설이 옳았다는 것을 의미한다. 슈뢰딩거의 각운동량을 통해 주양자수에 따른 각운동량을 구할 수 있었고 그 결과는 아래와 같다.
```

  

    

      

        
l

        
=

        
0

      

    

    
{\displaystyle l=0}

  

 , s오비탈 

  

    

      

        
L

        
=

        
0

      

    

    
{\displaystyle L=0}

  

  

    

      

        
l

        
=

        
1

      

    

    
{\displaystyle l=1}

  

 , p오비탈 

  

    

      

        

          
L

          
=

          

            
h

            

              

                
2

              

            

          

        

        

          
2

          
π

        

      

    

    
{\displaystyle L={h{\sqrt {2}}} \over 2\pi }

  

  

    

      

        
l

        
=

        
2

      

    

    
{\displaystyle l=2}

  

 , d오비탈 

  

    

      

        

          
L

          
=

          

            
h

            

              

                
6

              

            

          

        

        

          
2

          
π

        

      

    

    
{\displaystyle L={h{\sqrt {6}}} \over 2\pi }

  

```

이는 {\displaystyle l}이 증가하면 각운동량이 증가함을 의미한다.

## 같이 보기
- 양자역학 개론
- 중심 퍼텐셜 속 입자
- 각운동량 결합
- 각운동량 연산자
- 클렙슈-고르단 계수